# Metadata Encoding and Transmission Standard
Metadata Encoding and Transmission Standard (METS, Estándar de codificación y transmisión de metadatos) es un estándar de metadatos para codificar en formato electrónico un documento u objeto dentro de una biblioteca digital. Se utiliza un esquema de lenguaje XML de la World Wide Web Consortium (W3C). La norma es mantenida como parte de los estándares MARC (del inglés, MAchine Readable Cataloging) de la Biblioteca del Congreso de Estados Unidos y está siendo desarrollado como una iniciativa de la Digital Library Federation (DLF).

## Introducción
METS es un esquema XML diseñado con el propósito de:
- crear documentos XML que expresen la estructura jerárquica de un objeto de una biblioteca digital.
- registrar los nombres y localizaciones de los archivos que componen esos objetos.
- registrar los metadatos asociados a esos objetos. METS puede, por lo tanto, ser usado como un instrumento para representar digitalmente objetos del mundo real, como por ejemplo un libro o periódico digitalizado.

Contiene:
- Archivos de contenido.
- Metadatos estructurales: indican la relación que existe entre los archivos de contenido del documento, y los organiza desde una perspectiva lógica.
- Metadatos descriptivos: ofrecen una descripción de un recurso de información, orientados a su indización y posterior recuperación.
- Metadatos administrativos: aquellos que facilitan la gestión del documento.

Dependiendo de su uso, un documento METS podría ser utilizado en el papel de transmisión de información (Submission Information Package (SIP)), preservación o archivo (Archival Information Package (AIP)), o difusión (Dissemination Information Package (DIP)) dentro del modelo de referencia Open Archival Information System.

### Biblioteca digital y tradicional
Mantener una biblioteca digital requiere mantener los metadatos de sus objetos digitales. Los metadatos necesarios para la adecuada gestión y uso de los objetos digitales son más extensos y diferentes de la de las colecciones de obras impresas y otros materiales físicos. Por eso, METS promueve la preservación y la interoperabilidad entre bibliotecas digitales.

### Flexibilidad e interoperabilidad
La flexibilidad abierta de METS significa que no utiliza un vocabulario específico (conjunto de elementos definidos);  permite así que diferentes tipos de instituciones con diferentes tipos de documentos puedan utilizarlo. Esta personalización de METS hace que internamente sea muy funcional pero crea limitaciones para la interoperabilidad.  Ésta se hace difícil cuando se trata de importar o exportar información que se ha introducido utilizando vocabularios específicos. Para solucionar este problema se utiliza la creación de perfiles institucionales que documentan la específica aplicación de METS a dicha institución para ayudar a correlacionar el contenido con el fin de intercambiar y hacer más utilizables estos documentos en otras instituciones.

### Historia
Ya en 1996, la Universidad de California, Berkeley comenzó el desarrollo de un sistema de codificación para representar recursos de información digitalizados complejos unificándolos en un entorno de metadatos con estructura. En 1998 fue completado por el proyecto liderado por la Digital Library Federation (DLF) Making of America II (MoA2) con uno de sus objetivos: la creación de un estándar para codificar y transmitir recursos de información digitalizados -junto con sus metadatos descriptivos, administrativos y estructurales-  que hiciese posible el intercambio de documentos electrónicos entre bibliotecas digitales. El resultado fue una Document Type Definition (DTD) XML: MoA2 DTD.  Pero surgen necesidades adicionales como soportar contenidos temporales o lograr una mayor flexibilidad en el uso de vocabularios para los metadatos descriptivos y administrativos. En 2001, comienza una revisión de la DTD que fue la base para el esquema METS (mets.xsd), el nombre oficial en abril de ese año.

## Características
Cualquier documento METS es:
- un estándar abierto (no propietario)
- desarrollado por la comunidad bibliotecaria
- relativamente simple
- extensible
- modular

## Principales funciones
1. Identificar el contenido de un objeto digital -las referencias a los archivos físicos o partes- y expresar la estructura o estructuras de este contenido. Tipo de contenido: imagen: jpeg, gif, tiff, sid...; texto: txt, sgml, html, xml...; audio/video: avi, mpeg, wav, midi... Tipo de estructura: cualquier estructura jerárquica -física, lógica-, también la estructura de un sitio web.[6]
2. Hiperenlaces de los metadatos descriptivos con el contenido digital. METS no proporciona un vocabulario y sintaxis propia de metadatos descriptivos (no hay elementos de metadatos descriptivos definidos en METS). Proporciona un medio para apuntar a los metadatos descriptivos externamente (vía  URL) y / o para incluir de metadatos descriptivos internamente. Proporciona un medio para vincular estos metadatos con el contenido digital.
3. Hiperenlaces de los metadatos administrativos con el contenido digital. METS no proporciona un vocabulario y sintaxis para codificar metadatos administrativos (no hay elementos de metadatos administrativos definidos en METS). Proporciona un medio para apuntar a los metadatos administrativos externos y / o para incluir internos. Prevé la vinculación de estos metadatos con el contenido digital.
4. Coordinar el comportamiento de las distintas partes que constituyen el documento. Este comportamiento es una de las partes más complejas de la especificación, y permite vincular las secciones de un documento con interfaces o aplicaciones externas encargadas de su procesamiento.
5. Envolver el contenido de un objeto digital - junto con todos sus metadatos asociados- como un formato de datos binarios. Esta capacidad le confiere un gran potencial para fines de archivo.
6. Envolver el contenido de un objeto digital - junto con todos sus metadatos asociados- como datos XML.

## Estructura

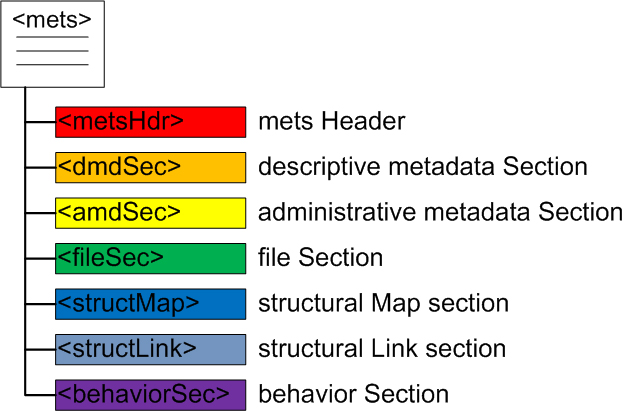
Secciones de un documento METS

1. Cabecera METS <metsHdr>: los metadatos relativos al documento METS propiamente dicho, como fechas de creación, modificación, persona o entidad encargados de la creación o gestión del documento, editor, etc.[7][8]
2. Metadatos descriptivos <dmdSec>: aquellos que ofrecen una descripción de un recurso de información, y que están orientados a su indización y posterior recuperación. Una de sus características más importantes es que no establece un vocabulario o conjunto de metadatos descriptivos propios. Se recomienda el uso de esquemas externos existentes como MARC, EAD, Dublin Core, VRA, DDI, LOM, NISOIMG, PREMIS, TEI, TEXMD…[9]
3. Metadatos administrativos <amdSec>: aquellos que facilitan la gestión del documento. Recogen información sobre cómo se crean y se almacenan, formato de los archivos, derechos y propiedad intelectual, objeto fuente original del que deriva el objeto de la biblioteca digital, migraciones y transformaciones o versiones de los archivos, etc. Pueden ser codificados de forma interna o externa al documento METS.
4. Sección de archivo <fileSec>: recoge la lista de todos los archivos que contienen el objeto digital. Puede incluir referencias a archivos externos (vía URL, DOI, etc.) o incluirlos como parte del documento METS, estén en formato XML o no.  Los archivos pueden ser agrupados dentro de elementos fileGrp para reunir una serie de archivos entre los que hay algún tipo de relación. Por ejemplo, imágenes digitales, vistas en miniatura, texto, formato PDF, etc.
5. Mapa estructural <structMap>: indica la relación que existe entre los archivos que conforman el documento, y los organiza desde una perspectiva lógica, agrupándolos en capítulos, secciones, subsecciones…, e indicando cuál es su secuencia de lectura. Es el único elemento obligatorio dentro del elemento raíz <mets>.
6. Enlaces de estructura <structLink>: recoge una colección de hiperenlaces entre las distintas secciones que forman el objeto digital y que se habrán identificado en la sección <structMap>. Es especialmente valioso para archivar sitios web.
7. Comportamiento <behaviorSec>: permite especificar cómo deben procesarse las distintas secciones de los objetos digitales. Un comportamiento quedará definido por una interfaz y por un enlace a un programa o aplicación informática que se encargarán de realizar algún tipo de función con ellas.

## Usos
- como sintaxis de transferencia:[10]

1. Es un estándar para la transmisión / intercambio de objetos digitales.
2. Realiza el papel de transmisión de la información (Submission Information Package (SIP) del modelo de referencia Open Archival Information System.
3. El software de código abierto más usado, DSpace Toolkit, utiliza obligatoriamente un documento METS y la arquitectura modular Fedora Commons soporta METS como un paquete de ingesta de documentos.

- como sintaxis funcional:

1. Es la base para proporcionar a los usuarios finales la capacidad de ver y navegar por los contenidos digitales y sus metadatos asociados.
2. Realiza el papel de difusión  (Dissemination Information Package (DIP) dentro de modelo de referencia Open Archival Information System.

- como sintaxis de archivo:

1. Es un estándar para archivar objetos digitales.
2. Combina con PREservation Metadata: Implementation Strategies (PREMIS).
3. Realiza el papel de preservación o archivo (Archival Information Package (AIP) dentro de modelo de referencia Open Archival Information System.

### Perfiles de uso
Un perfil se expresa como un documento XML y hay un  esquema XML previsto para crearlos. El perfil indica los requisitos que un documento METS debe satisfacer y si es suficientemente explícito puede ser considerado un estándar de datos.
- Partitura musical (puede ser una puntuación, la puntuación y las partes, o un conjunto de piezas solamente)
- Material impreso (libros, folletos, etc.)
- Manuscrito musical (partitura o bocetos)
- Grabación (audio o vídeo)
- Documento PDF
- Registro bibliográfico
- Fotografía
- Disco compacto
- Colección